# Parafia św. Jakuba Apostoła w Toruniu
Parafia Świętego Jakuba Apostoła w Toruniu – parafia rzymskokatolicka w diecezji toruńskiej, w dekanacie Toruń I, z siedzibą w Toruniu. Proboszczem parafii jest ks. kanonik Wojciech Karol Kiedrowicz.
Parafia została założona około 1264 roku. Od samego początku patronem parafii jest św. Jakub Większy Apostoł. Parafia nie widnieje w dokumencie lokacyjnym Nowego Miasta, nieznany jest również dokument erygujący parafię. Według Waldemara Rozynkowskiego parafię powołano tuż po założeniu miasta lub na początku XIV wieku. W 1309 roku rozpoczęto budowę kościoła parafialnego.
Odpusty: Świętego Jakuba Apostoła w ostatnią niedzielę lipca oraz Matki Bożej Szkaplerznej – ipsa die (16 lipca).